# Banu Alkan

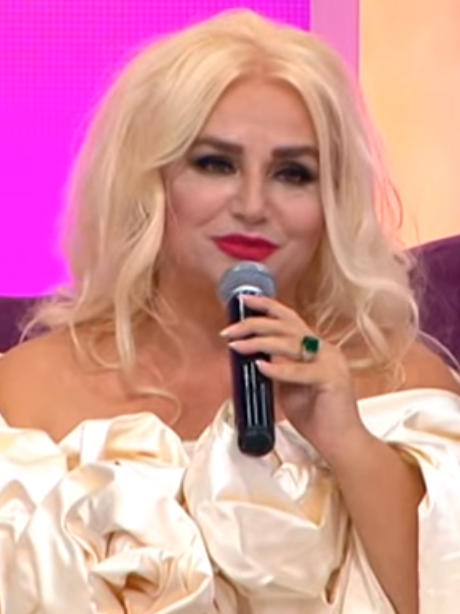
Banu Alkan, 2016

Banu Alkan (bürgerlich Liz Remka Rebronja; * 1. Juli 1958 in Dubrovnik), besser bekannt als Afrodit, ist eine türkisch-kroatische Schauspielerin und Sängerin.

## Leben und Karriere
Alkan wurde in Dubrovnik geboren. 1966 zog sie mit ihrer Familie in die Türkei und nahm später den türkischen Nachnamen Alkan an. Nach einer kurzen Schulausbildung begann sie, als Model zu arbeiten. Ihr Filmdebüt gab sie 1975 in dem Film İsyan. Zwischen 1975 und 1989 war sie in verschiedenen Filmen wie Taksi Şoförü, Gecelerin Kadını und Afrodit zu sehen.
Neben ihrer Schauspielkarriere ist sie auch als Sängerin aktiv und veröffentlichte die Alben Neremi, Dansa Kaldır und Beyaz Orkide. Sie nahm auch am Reality-Format Dünya Güzellerim teil. 2024 heiratete sie Kemal Yıldız.

## Filmografie (Auswahl)
- 1975: İsyan
- 1976: Taksi Şoför
- 1983: İlişki
- 1983: Bataklıkta Bir Gül
- 1984: Sokaktan Gelen Kadın
- 1984: Kızgın Güneş
- 1985: Arzu
- 1985: Bu İkiliye Dikkat
- 1985: Sarı Bela
- 1986: Mavi Yolculuk
- 1986: Seviyorum
- 1989: Vahşi Ve Güzel
- 2001: Tuzu Kurular
- 2005: Kızma Birader
- 2010: Afrodit

## Diskografie

### Alben
- 1998: Afrodit / Neremi?
- 2005: Beyaz Orkide

### EPs
- 2000: Dansa Kaldır

### Singles (Auswahl)
- 1998: Neremi
- 1998: Bir Gün Beni Arzularsan